# Santuario de Nuestra Señora de la Fuensanta (Murcia)
El santuario de la Virgen de la Fuensanta se encuentra situado en la pedanía de Algezares en Murcia (Región de Murcia, España); se comenzó a construir en 1694 sobre los restos de una antigua ermita medieval. En este santuario se aloja la imagen de la Virgen de la Fuensanta, patrona de la ciudad de Murcia y su huerta. Para las fiestas de la ciudad (septiembre y primavera) la imagen es trasladada a la Catedral de Murcia, originando romerías, de las cuales la romería más importante es la de vuelta al santuario tras la Feria de septiembre.

## Historia
El edificio actual comenzó a gestarse en 1694 en la sierra de Carrascoy, en una zona en la que existieron diversas construcciones religiosas anteriores. Según la tradición, durante la Edad Media se construyó una ermita en una cueva existente que estaba cuidada por monjes, existiendo información sobre la misma desde 1429. Ante el deterioro de la ermita se realizan planes de reparación de la misma en 1624 y 1664, aunque su construcción no comienza hasta el 16 de febrero de 1694.
La imagen de la virgen de la Fuensanta era una más de las diversas imágenes existentes y se tenía conocimiento de la misma desde el siglo XV, celebrándose su culto durante la Encarnación y la Natividad. En alguna ocasión se habría celebrado una romería hasta el Hospital de San Juan de Dios, pero nunca hasta la Catedral. A finales del siglo XVII se produjo una importante sequía y fueron muchos los fieles que fueron a rezar a la Fuensanta, finalizando dicha sequía. Este hecho se repitió varias veces, por lo que a mitad del siglo XVIII la Virgen de la Fuensanta se convirtió en la patrona de la ciudad, lo que proporcionó mayor relevancia al templo.
En 1925 Rafael Castillo Sáiz realizó una restauración de las torres, sin embargo durante la Guerra Civil el templo sufrió la destrucción de su interior, que tuvo que ser reformado completamente. A mitad del siglo XX finalizó su restauración. La titularidad del santuario corresponde a la Diócesis de Cartagena, estando declarado Bien de interés cultural.

## Descripción

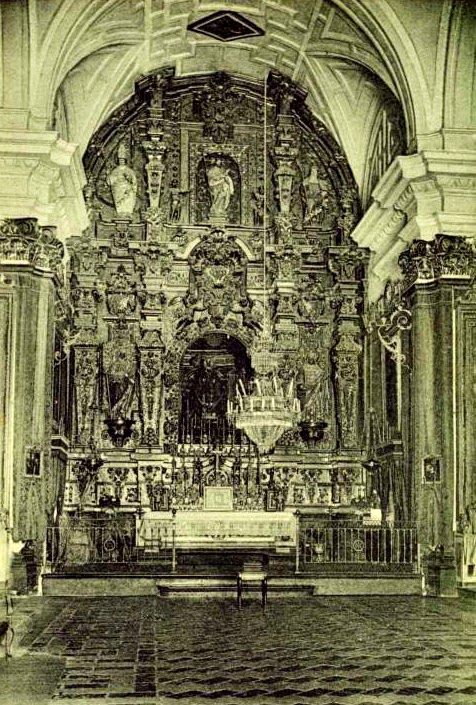
Altar mayor en 1910.

El santuario es de estilo barroco, disponiendo de una nave central que tiene una serie de capillas en sus laterales y una cúpula sobre el crucero. En la parte exterior dispone de una fachada central de Toribio Martínez de la Vega, con torres laterales. La portada está construida en piedra, sobre la que hay dos ángeles sosteniendo el escudo del cabildo catedralicio de Murcia y en el centro la figura de la Virgen de la Fuensanta, realizada por Jaime Bort, a sus lados se encuentran San Fulgencio y San Patricio.
En su interior se encuentra el retablo mayor, obra de Antonio Carrión Valverde y Nicolás Prados López, sustituyendo al primitivo retablo barroco destruido en 1936. En su camarín se encuentra la imagen de la Fuensanta, de la que no se conoce el autor, aunque en 1802 Roque López realizó una restauración. El niño que lleva en brazos se atribuye a Francisco Salzillo.
En la cúpula y el coro se encuentran pinturas murales del pintor Pedro Flores García que tratan sobre las romerías y la coronación de la Virgen de la Fuensanta. Hay diez relieves escultóricos en las capillas laterales sobre escenas de la vida de la virgen María, realizados por Juan González Moreno.
El santuario se encuentra rodeado por diferentes espacios y construcciones: la Fuente Santa, situada metros abajo de la ladera con un frente de estilo renacentista, la casa del Cabildo de estilo neoárabe situada en un cerro próximo, y el monasterio de las monjas benedictinas junto al santuario, conectados por un arco.

## Entorno
El santuario de la Fuensanta se emplaza en el corazón de la Cordillera Sur, en el pueblo de Algezares, en un área montañosa que flanquea el valle del Segura en su lado meridional. Goza de un entorno paisajístico privilegiado, dominando toda la vega murciana y en el borde mismo del espacio natural protegido que se conoce como Parque Regional de Carrascoy y El Valle.

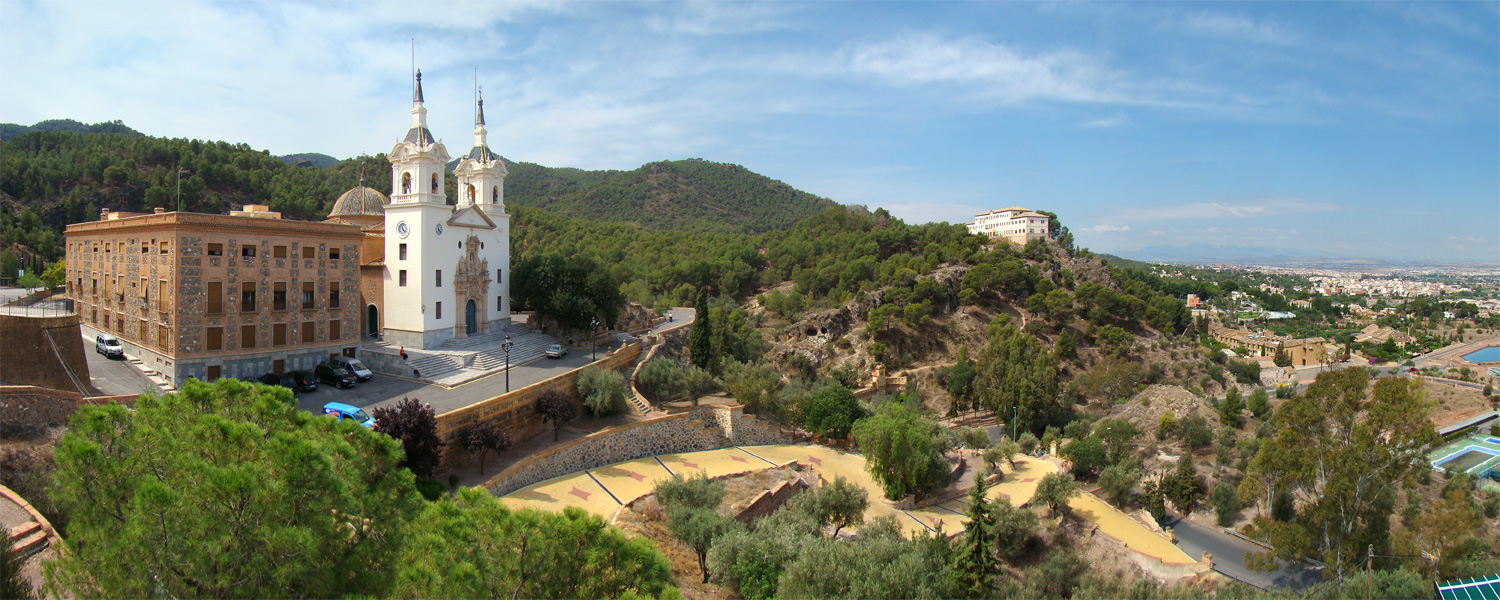
Imagen lateral del Santuario con el monasterio de las monjas benedictinas en primer término.